# Château de Fosseuse
Le château de Fosseuse est un château situé sur la commune de Fosseuse (Bornel) dans l'Oise.

## Historique
Fosseuse s'appelait d'abord Baillet-sur-Esches, puis changea de nom après son acquisition par Rolland de Montmorency-Fosseux, en évocation de la baronnie de Fosseux en Artois qu'il possédait aussi. Rolland de Montmorency († v. 1506) avait épousé en 1483 Louise d'Orgemont, dame de Baillet-sur-Esches (plus tard Fosseux, Fosseuse) et de Champs. La famille d'Orgemont vient de Lagny, et Louise était issue de la branche cadette de Méry, alors que la branche aînée des d'Orgemont avait possédé Chantilly et Montjay, avant de se fondre dans la branche ducale des Montmorency illustrée notamment par le connétable Anne ; les deux branches d'Orgemont sortaient du chancelier Pierre d'Orgemont.
Quant aux deux branches des Montmorency qu'on vient d'évoquer, leur ancêtre commun était Jean II (1404-1477), qui avait pris pour 1re femme Jeanne de Fosseux de Nivelle : Rolland en descendait ; bien plus tard sa postérité devait accéder à deux autres duchés de Montmorency, le duché de Montmorency-Piney-Luxembourg, et le duché de Montmorency-Beaufort.
Baillet-sur-Esches devint le siège de baronnie de Fosseux quand Pierre Ier de Montmorency-Fosseux, fils de Claude et d'Anne d'Aumont de Crèvecœur, et petit-fils de Rolland et Louise d'Orgemont, vendit la seigneurie de Fosseux en Artois le 24 juillet 1577 à Jean d'Hénin de Cuvilliers : le nom de Baillet se perdit alors définitivement, au profit de Fosseux alias Fosseuse, toponyme qui est resté.
Devenus donc propriété des Montmorency, le château et la terre de Baillet/Fosseux/Fosseuse quittèrent cette famille à la fin du XVIIe siècle, lorsqu'ils furent vendus après la mort en 1684 de François de Montmorency Fosseux à Louise de Prie (1624-1709), veuve du maréchal de la Mothe-Houdancourt (1605-1657) (les Montmorency conservant le titre de baron de Fosseux).
Après la mort de la maréchale de La Mothe Houdancourt, en 1709, une nouvelle vente intervient au profit de Philippe Thomé, conseiller au Parlement de Paris (1690-1752) qui obtient l'érection de Fosseuse, avec Bornel, en marquisat de Thomé.
Après sa mort, son fils, René Thomé, né en 1732, s'intitule marquis de Thomé,.
En 1789, la seigneurie de Fosseuse appartient à Jacques Louis Le Boulanger, né en 1734, maître des requêtes à la Cour des aides, devenu en 1770 président à la Chambre des Comptes. Ce dernier est seigneur de la baronnie de Fosseuse quand il est convoqué en 1789 à l'élection des députés de la noblesse aux Etats généraux dans le bailliage de Beaumont ;
En 1807, le château et son domaine sont achetés à la famille Le Boulanger par le comte Florian de Kergorlay. Florian de Kergorlay est élu député de l'Oise en 1815, à nouveau en 1820 et 1822, avant d'être fait Pair de France héréditaire en 1823, sur institution d'un majorat assis sur le domaine de Fosseuse. Conseiller-général, il préside le conseil-général de l'Oise d'août 1824 à juillet 1825, puis d'août 1826 à septembre 1828.
La famille de Kergorlay les conserve durant un peu plus d'un siècle. Florian de Kergorlay a pour successeur son fils Louis-Gabriel-César de Kergorlay député de l'Oise de 1871 à 1876 (grand ami de Tocqueville, avec lequel existe toute une correspondance), puis le fils de celui-ci, Geoffroy de Kergorlay (1854-1903), dont une rue de Bornel porte le nom.
Jeanne Donon, veuve de Geoffroy de Kergorlay, hérite du domaine et se remarie avec le comte Xavier de Florian, qui lui survit et hérite du château à son tour. Ses héritiers le vendent en 1933,.
Revendu, le château de Fosseuse est progressivement restauré. Il est devenu un gîte d'hôtes de charme.

### Description
Le château de Fosseuse est édifié en brique et pierre. Il comporte deux niveaux sur un sous-sol assez élevé, surmontés d'un haut comble en ardoise.
Il est prolongé à l'une de ses extrémités par une tour, à l'autre extrémité par un pavillon de plan carré. Il s'insère dans un parc dessiné à l'anglaise, à proximité d'une pièce d'eau.

### Protection
Le monument fait l’objet d’une inscription au titre des monuments historiques depuis le 27 juillet 1992.